# Actaea bifrons
Actaea bifrons es una especie de crustáceo decápodo de la familia Xanthidae. Es una especie de la epifauna de hábitos carnívoros.

## Hábitat y distribución
La especie es oriunda del golfo de México, habitando en profundidades de entre 2 y 73 metros.